# معماری باروک

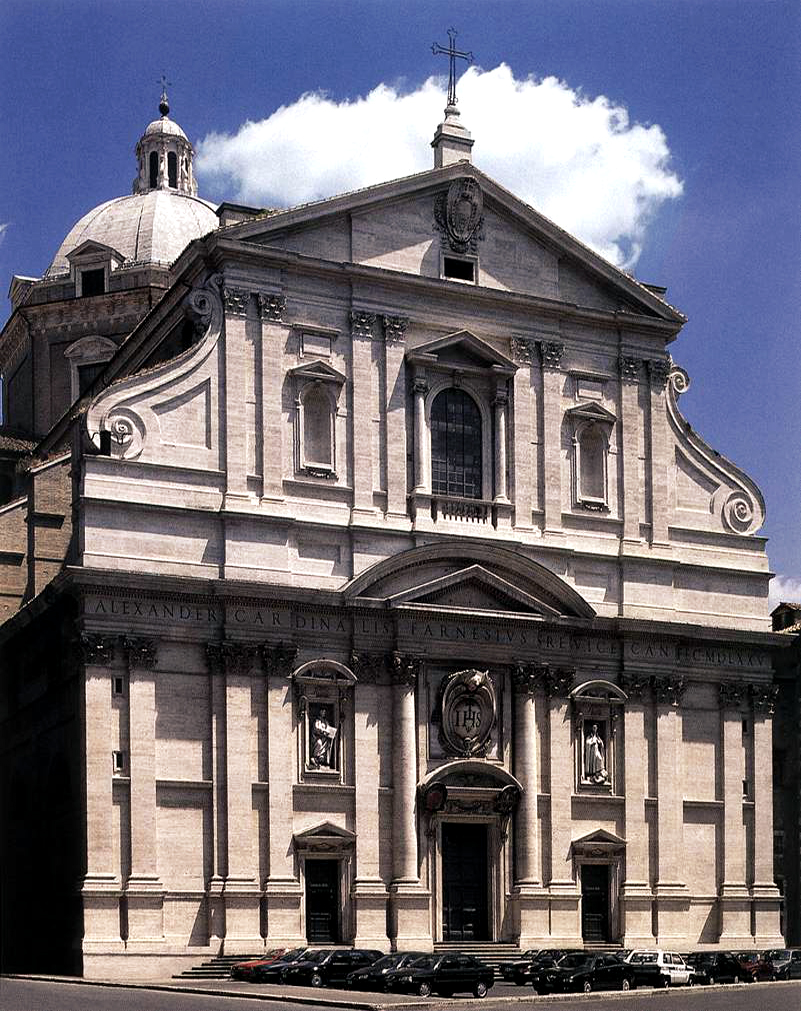
نمای کلیسا گواسو، اولین نمای باروک.

معماری باروک از ایتالیا شروع شد و قسمت اعظم اروپا را هم به زیر پوشش خود درآورد. تقریباً از اوایل قرن ۱۷ تا اواسط قرن ۱۸ در بیشتر کشورهای لاتین گسترش یافت. از نظر منتقدین قرن نوزدهم معماری باروک عبارت است از معماری کلاسیک منحط بی‌ساختار و دارای تزئینات نمایشی زیاد و عجیب و غریب است..

## سبک باروک
باروک در معنی اصلی خود عبارتست از نامنظم، مروارید ناصاف و پرپیچ و تاب یا غیرعادی باروک نوعی هنر است که در آن قواعد تناسب رعایت نمی‌شود و همه چیز بنا به حواس هنرمند نمایانده می‌شود. این سبک هنری دارای روحی از حرکت و جنبش است که نقطه مقابل سکون کلاسیک است. هنرمندان در باروک بر خلاف دوران کلاسیک با احساس خود حرکت می‌کنند و احساس را مقدم بر عقل می‌دانستند.

## ماهیت معماری باروک
در معماری باروک ماهیت اصلی آفریده‌ها عبارتند از:
1. ایجاد هماهنگی و هنجار درمیان عناصر و مضامینی گوناگون و درهم آمیخته نشان متمایز باروک نحوه فکری و احساسی آن است. آنچه که سیمای باروک را مشخص می‌کند، بسط نوعی جهان بینی مخصوص است که در معماری خود را در قدرتی نو نشان می‌هد. قدرتی که فضاهای مختلف را با هم می‌آمی‌زد و وحدتی شگفت‌انگیز از ترکیب اجزایی متفاوت به وجود می‌آورد. لازم است ذکر شود این نوع نگرش در تمامی رشته‌ها تا از هم گسیختگی ناشی از عصر صنعت باقی ماند.
2. طراحی فراخ و در مقیاس بزرگ در فضایی شکوهمند و ابهت انگیز
3. تعبیه فضای کلی در مرکز و منظم کردن سایر فضاها به سمت آن
4. به خدمت گرفتن عناصر اصلی پیکرتراشی و نقاشی و سایر هنرهای تزئینی برای ایجاد اثری کامل

## ویژگی‌های معماری باروک

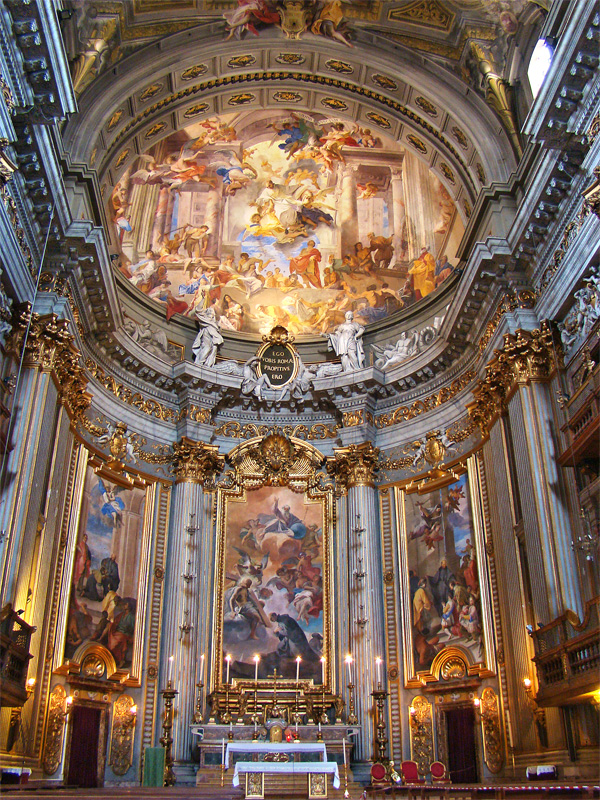
معماری باروک

سیالیت فضا، پیوند حرکت به معماری، نامتوازنی، نور و رنگ، ژرف نمایی و پویایی در مقابل ایستایی معماری رنسانس.
معماری باروک با مایه گرفتن از انسان‌گرایی، بساط شیوه‌گری منیریسم را برچید و در رویارویی با ضوابط کلاسیک حق اولویت را از عقل گرفت و به احساس سپرد. در این شیوهٔ معماری، با ایجاد هماهنگی و هنجار در میان عناصر و مفاهیمی گوناگون و در هم آمیخته‌گری شکوهمند در فضای کلان ارائه می‌دارد. هدف اصلی باروک پیش‌بینی فضایی کلی در مرکز، منظم کردن فضایی فرعی و نمای ورودی و سرانجام به خدمت گرفتن عناصر پیکرشناسی و نقاشی و سایر هنرهای تزیینی برای ایجاد اثری کامل می‌باشد. معماری باروک دارای صلابت و سهندوارگی ساختمان بود، که بعدها سبک روکوکو (به انگلیسی: rococo) از آن‌ها کاست و بر سبکی، ریز نقشی و شادی انگیزی و آرایه‌های رنگارنگ در بنا افزود.

## مفهوم بینهایت
در اواخر قرنششم مشاهده می‌شود که جهان بینی دوران باروک در رشته ریاضی متوجه بینهایت به عنوان پایه‌ای برای محاسبات علمی می‌شود. در نقاشی و معماری بینهایت به معنی ترسیمی و هندسی آن در پرسپکتیو مورد استفاده قرار می‌گیرد تا تأثیری هنرمندانه بیافریند. کاربرد هنرمندانه بینهایت در طبیعت که با معماران منظره ساز فرانسوی اواخر قرن هفدهم آشکار گشت برای نخستین بار در باغ‌ها جاده‌های عریضی دیده می‌شود که به عنوان عوامل اصلی معماری بکار رفته‌اند و این باغ‌ها را آشکار ا به فضاهای بی پایان، هدایت می‌کنند. ورسای با جاده خیره‌کننده اش که راه به پاریس می‌برد مثالی باعظمت، از آفرینش این معماران فرانسوی است. این باغ با اثری که بر بیننده ایجاد می‌کند نمونه‌ای از دنیای باروک است و تصور هنری بینهایت را در این دوره باقی نگاه می‌دارد.

## پیکره‌سازی
یکی از دلایل پیدایش پیکره‌سازی باروک نقش مقابل بین باروک و کلاسیک‌گرایی بود. پیکره‌سازی هم در نشان دادن معجزات دین مسیح کمال می‌یابد و بازتابی از نوعی اشتیاق برای اعجاب‌انگیزی است.
استفاده از عناصر تزیینی و نمایان کردن هر چه بیشتر فواره‌ها و آب نماها در معماری باروک بسیار متداول بوده‌است. بعدها این‌گونه برخورد با آب و استفاده نمادین از مجسمه‌سازی در شهرسازی و میادین باروک نیز مرسوم شده‌است. پیکره‌سازان عصر باروک، بیشترین تلاش خود را به کار می‌بستند تا حرکت را در آثار خود بیافرینند.

## نمونه‌ها
از نمونه‌های موفق بارک می‌توان زیر نام برد
- کاخ ورسای
- اقامتگاه شونبرون
- قصر کارلسروهه

## باغ‌سازی باروک
کاخ‌های باروک همگی از باغ تشکیل شده‌اند.

### ویژگی‌های باغ‌سازی باروک
شاخص‌های باغ‌سازی و معماری باروک می‌توان به موارد زیر اشاره کرد:
1. باغ‌سازی در این کاخ‌ها دارای تسلط خطوط هندسی می‌باشد که قاطعیت خطوط هندسی نمایانگر قاطعیت حکومت و هندسه بوده‌است.
2. ایجاد هماهنگی و هنجار درمیان عناصر و مضامینی گوناگون و درهم آمیخته
3. طراحی فراخ و در مقیاس بزرگ در فضایی شکوهمند و ابهت انگیز
4. تعبیه فضای کلی در مرکز و منظم کردن سایر فضاها به سمت آن
5. به خدمت گرفتن عناصر اصلی پیکرتراشی و نقاشی و سایر هنرهای تزئینی برای ایجاد اثری کامل.

## نگارخانه
- Elector's Palace in تری‌یر، آلمان
- Santa Susanna in رم، ایتالیا
- Peter and Paul Cathedral in سن پترزبورگ، روسیه
- Church of Saint Peter and Paul in کراکوف، لهستان
- تئاتر ملی اسلو